# Colotois flavescens
Colotois flavescens är en fjärilsart som beskrevs av Karl Schawerda 1922. Colotois flavescens ingår i släktet Colotois och familjen mätare. Inga underarter finns listade i Catalogue of Life.